# Hug de Grenoble
Hug de Grenoble o de Châteauneuf (Châteauneuf-sur-Isère, ca. 1052 - Grenoble, 1132) va ser un bisbe de Grenoble, fundador de l'Orde de Chalais. És venerat com a sant a l'Església catòlica.

## Biografia
Nascut a Châteauneuf-sur-Isère, Hug va mostrar de jove la predisposició a la vida religiosa. Encara laic, va ésser canonge a la catedral de Valence. En 1080, al Concili d'Avinyó, va ésser elegit bisbe de Grenoble, encara que no havia estat ordenat sacerdot. La diòcesi estava en mal estat i Hug era l'encarregat d'aplicar la reforma gregoriana. Va anar a Roma amb un legat papal i el mateix papa Gregori VII l'ordenà. En tornar, va començar la tasca de reforma, combatent la simonia, el nicolaisme i altres vicis del clergat.
Després de dos anys, quan ja havia millorat la situació, va voler renunciar al càrrec i entrar a l'orde benedictí a l'abadia de Cluny, però el papa no li va permetre. Va tenir conflictes amb el bisbe Guigues III d'Albon a causa de la possessió d'unes terres que tots dos pretenien que eren dels seus bisbats.
Va intervenir en la fundació de l'Orde de la Cartoixa, quan va acollir Bru de Colònia i sis companys seus en 1084, després d'haver tingut un somni on veia un estendard amb set estrelles. Hug cedí als set unes terres perquè hi instal·lessin una comunitat, al lloc anomenat Chartreuse. Hug visità amb freqüència el nou monestir, adoptant la seva manera de viure.
A més, Hug va fundar un orde religiós també monàstic, similar al cartoixà, que rebé el nom d'Orde de Chalais. Fou oncle del també sant Hug de Bonnevaux, abat cistercenc.

## Veneració
Hug fou canonitzat el 22 d'abril de 1134 per Innocenci II, només dos anys després de mort. Durant les Guerres de Religió del segle xvi, el seu cos, a la Catedral de Grenoble, va ésser cremat pels hugonots.

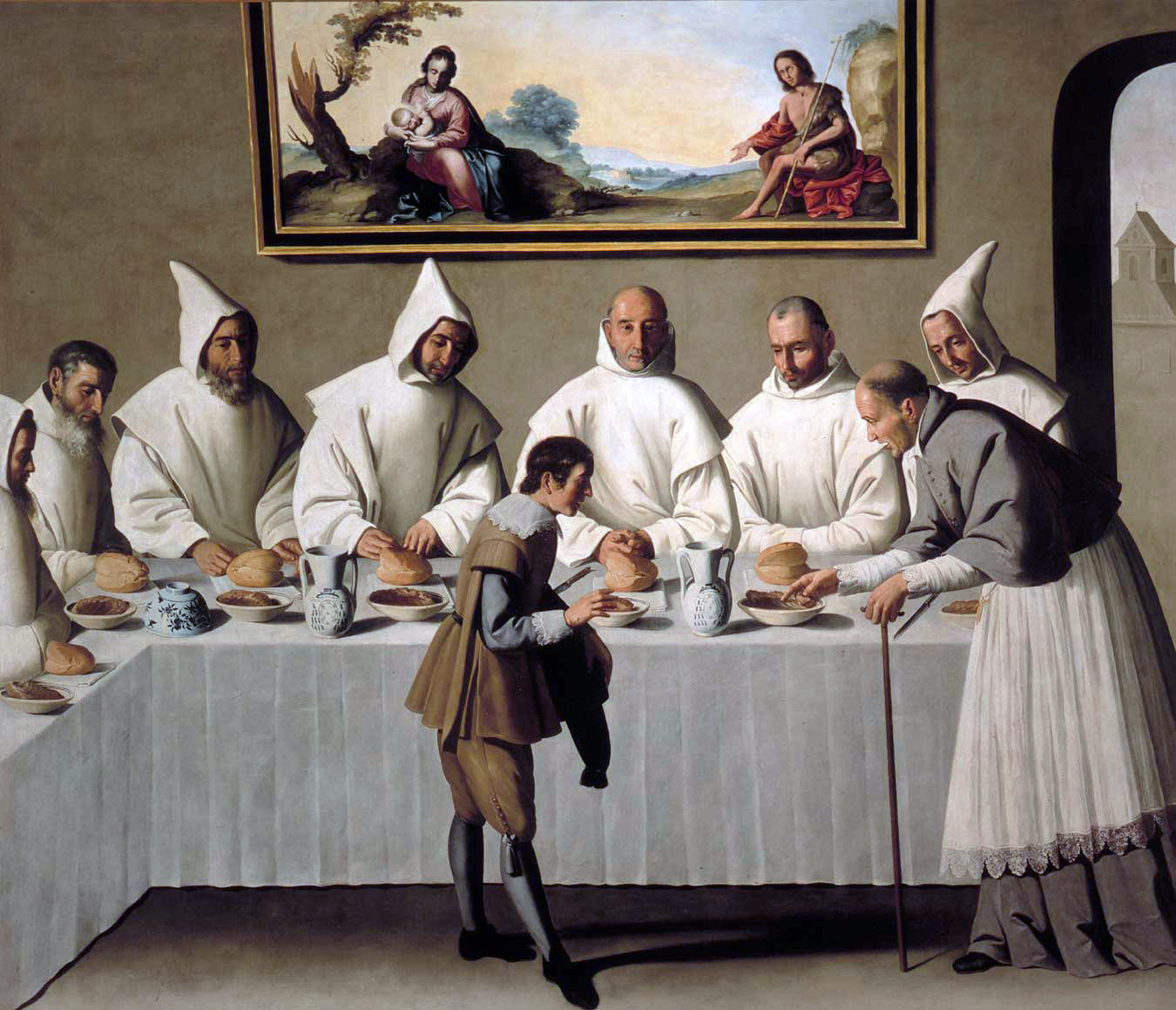
Miracle de la carn, amb Hug, dret, beneint el menjar dels primers cartoixans, per Francisco Zurbarán, ca. 1635 (Sevilla, Museo de Bellas Artes)
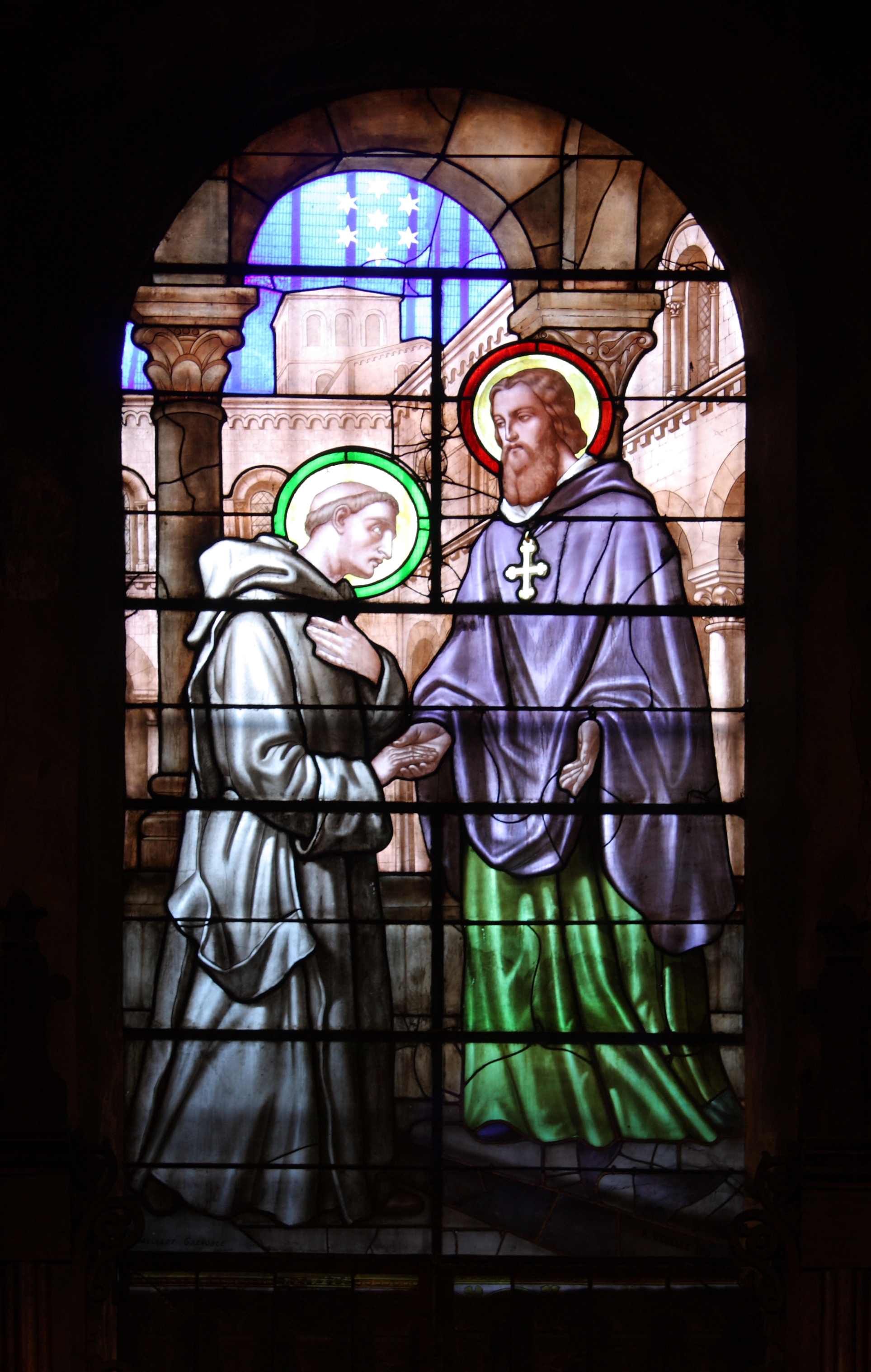
Hug, dret, amb Bru de Colònia; vitrall a la Catedral de Grenoble, s. XIX
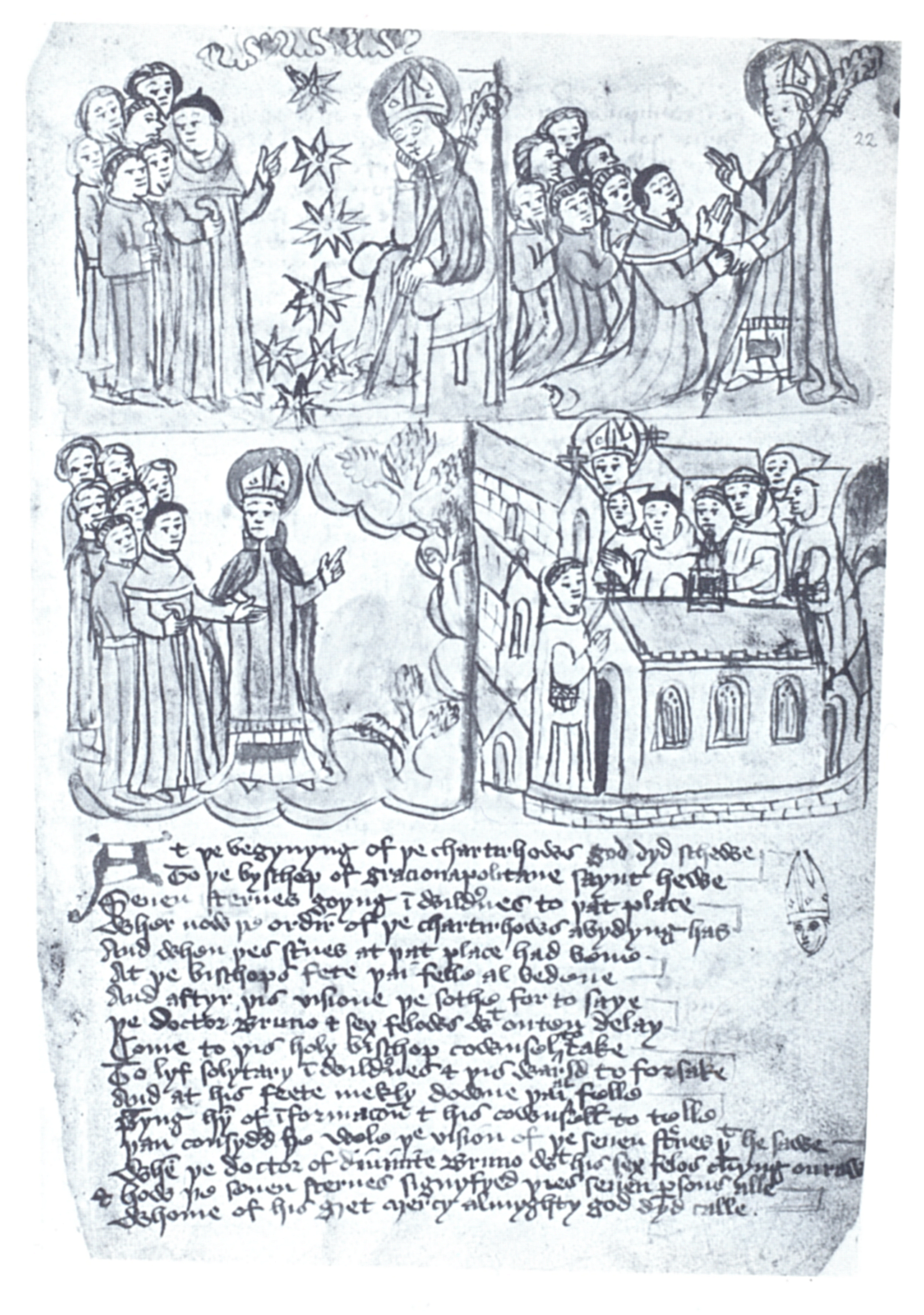
Manuscrit del s. XV amb escenes de la vida de Sant Hug: somni, arribada de Bru, donació de la terra i fundació del monestir (British Library, Add. 37049)
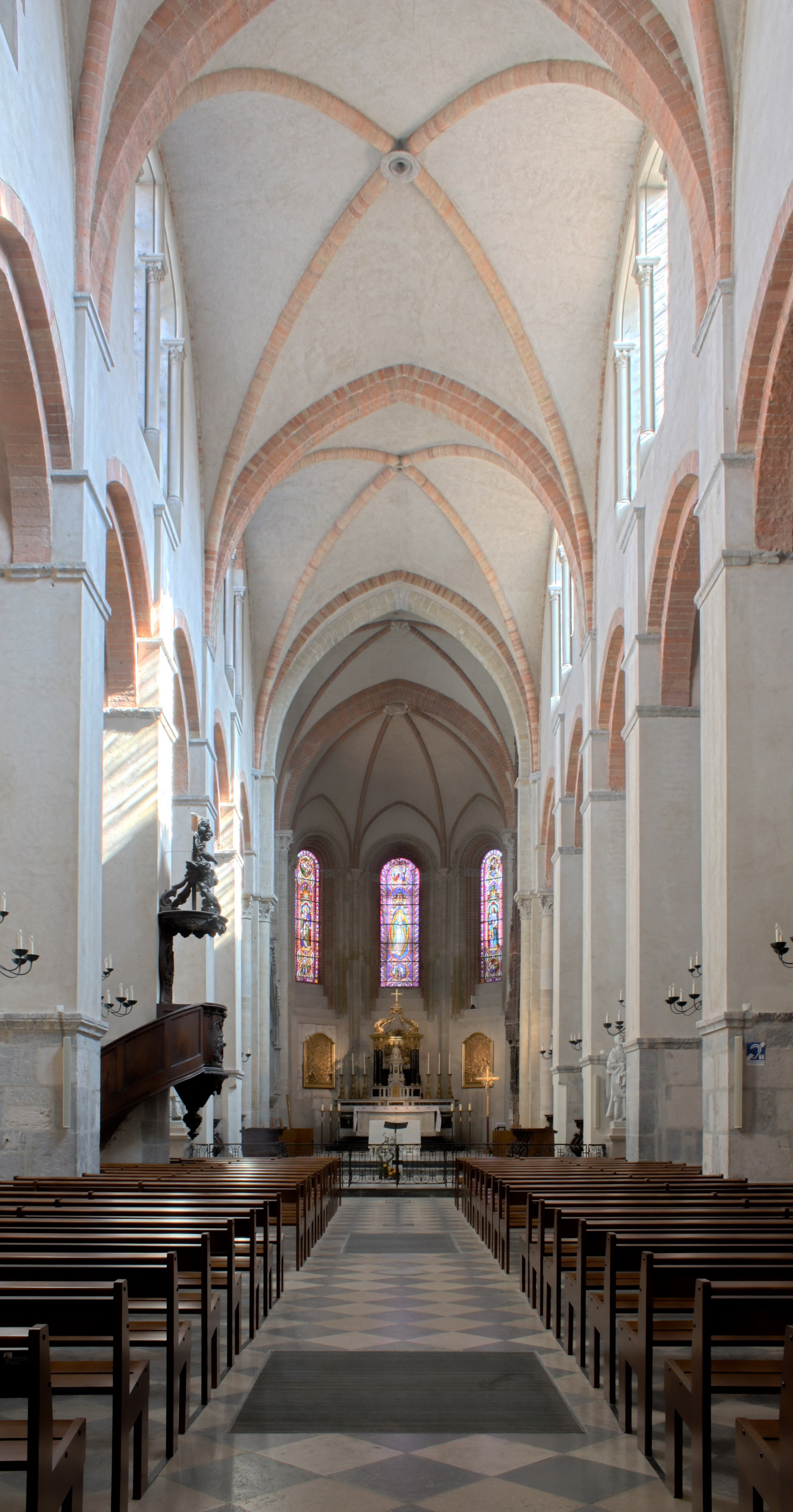
Catedral de Grenoble